# Helmuth Christensen
Helmuth Christensen (* 17. September 1918 in Flensburg; † 17. April 2008 ebenda) war ein deutscher Politiker. Er war von 1956 bis 1982 Bürgermeister und von 1982 bis 1983 für ein halbes Jahr Oberbürgermeister der Stadt Flensburg.

## Werdegang

### Schule, Wehrdienst und Kriegseinsätze
Christensen machte 1937 sein Abitur am Alten Gymnasium in Flensburg. Nach dem Reichsarbeitsdienst (RAD) folgte noch im selben Jahr der Einberufungsbefehl zum Wehrdienst, den er von 1937 bis 1939 in Hamburg-Altona beim Flak-Regiment 6 ableistete. Der Zweite Weltkrieg führte ihn 1941/1942 zu Einsätzen nach Russland, Polen und Ostdeutschland, wo er sich mehrmals Verwundungen zuzog. Im Rang eines Oberleutnants d.R. geriet er im Mai 1945 in britische Gefangenschaft.

### Studium und Beruf
Von 1946 bis 1949 absolvierte Christensen ein Studium der Rechtswissenschaft und Volkswirtschaftslehre an der Christian-Albrechts-Universität zu Kiel. Von 1949 bis 1953 arbeitete er neun Monate als Gerichtsreferendar bei der Stadtverwaltung in Flensburg und machte anschließend sein Zweites Staatsexamen. Der Titel seiner Dissertation zum Dr. iur. (Doktor der Rechte) lautete: „Unabhängigkeit des Richters und Richteranklage im modernen Verfassungsstaat (Rechtsvergleich zwischen deutschem, angelsächsischem und skandinavischem Verfassungsrecht).“ Von 1954 bis 1955 arbeitete er als Anwaltsassessor und von 1955 bis 1956 als Rechtsanwalt in Flensburg.

### Politische Karriere
1956 stellte der Südschleswigsche Wählerverband (SSW) Helmuth Christensen als Kandidaten zur Bürgermeisterwahl am 22. März auf. Die Ratsversammlung in Flensburg wählte ihn mit 27 von 32 Stimmen zum neuen Bürgermeister, dem ständigen Vertreter des Oberbürgermeisters. Christensen setzte sich im Nachkriegsdeutschland dafür ein, dass sich dänische Unternehmen in Flensburg ansiedelten und somit dringend benötigte Arbeitsplätze für die Stadt geschaffen werden konnten. Ein weiterer Fokus seiner Amtszeit oblag der Versorgung von Fernwärme durch die Stadtwerke Flensburg. Neun Jahre nach Amtsantritt bestätigte der Rat per Wiederwahl ihn am 14. April 1965 einstimmig in seinem Amt. Wiederum achteinhalb Jahre später, trat er am 8. November 1973 auf Vorschlag der SPD-Fraktion erneut zur Wahl an und wurde erneut einstimmig in seinem Amt bestätigt. Ende September 1982 löste er Bodo Richter von der SPD als Oberbürgermeister ab, weil dieser eine Stelle als Oberstadtdirektor von Wuppertal antrat. Christensen blieb amtierender Oberbürgermeister von Flensburg bis Ende Februar 1983, bis Olaf Cord Dielewicz (SPD) die Neuwahl gewann.

## Ausschüsse, Vorstände und Versammlungen
Helmuth Christensen war Mitglied in verschiedenen Ausschüssen, Vorständen und Versammlungen, darunter:
- 1961–1983: Mitglied im Hauptausschuss des Verbandes der kommunalen Arbeitgeber (VKA) mit Sitz in Köln. Dort beteiligte er sich an der großen Tarifkommission von Bund, Ländern und Gemeinden.
- 1963–1983: stellvertretendes Mitglied im Verwaltungsausschuss des Arbeitsamtes Flensburg
- 1970–1983: Mitglied in der Vertreterversammlung der LVA in Schleswig-Holstein
- 1977–1985: Mitglied im SSW-Landesvorstand (SSWs landsstyrelse)[3]
- Ab 1961: Mitglied des Landesplanungsrates Schleswig-Holstein
- Ab 1978: Mitglied im Landesausschuss der Ärzte und Krankenkassen in Schleswig-Holstein
- Ab 1960: Vorstandsmitglied der Union-Bank AG Flensburg, Vorstandsmitglied im Südschleswigschen Verein, Ehrenmitglied des Stadtfeuerwehrverbandes Flensburg-Stadt
- Ab 1983: Vorsitzender des Aufsichtsrates beim Flensburger Arbeiter-Bauverein (FAB)
- Ab 1967: Vorstandsmitglied der Gesellschaft für Flensburger Stadtgeschichte

## Ehrungen
- Eisernes Kreuz 1. und 2. Klasse sowie weitere Orden und Kampfabzeichen[2]
- 1978 erhielt er das Bundesverdienstkreuz am Bande, 1982 das der 1. Klasse und 1990 das Große.[2]
- 1979 wurde er zum Ritter des Dannebrogordens 1. und 2. Grades ernannt.[2]